# Apple M1
Apple M1 je první systém na čipu (SoC) založený na architektuře ARM, vyrobený 5 nm technologií od společnosti Apple. Celý systém obsahuje jak centrální procesorovou jednotku (CPU) tak i grafický procesor (GPU). Slouží pro stolní počítače řady Macintosh, notebooky MacBook a tablety iPad Pro a iPad Air s podporou v systémech macOS i iPadOS.
M1 byl vydán v listopadu 2020, s tím, že následující verze M1 Pro a M1 Max byly vydány o rok později a M1 Ultra v březnu 2022. Verze M1 se liší zejména velikostí a počtem tranzistorů – klasická M1 obsahuje kolem 16 miliard tranzistorů, M1 Ultra 114 miliard. Na začátku června 2022 byl oznámen příchod další generace – Apple M2.

## Design

### CPU

#### M1
M1 obsahuje čtyři vysoce-výkonnostní jádra „Firestorm“ a čtyři energeticky-efektivní jádra „Icestorm“, která spotřebovávají pouze jednu desetinu energie v porovnání s vysoce-výkonnostními. Tato kombinace umožňuje optimalizovat spotřebu energie, kde u předchozích zařízení s architekturou Apple-Intel to nebylo možné.
- Vysoko-výkonnostní jádra „Firestorm“ mají 129 kB L1 CPU mezipaměť, 128 kB L1 datovou mezipaměť a sdílenou 12 MB L2 mezipaměť.[9]
- Energeticky-úsporná jádra „Icestorm“ mají 128 kB L1 CPU mezipaměť, 64 kB L1 datovou mezipaměť a sdílenou 4 MB L2 mezipaměť.[10][11]

- Celý systém na čipu má také 16 MB mezipaměť sdílenou s grafickým procesorem.

#### M1 Pro a M1 Max
M1 Pro a M1 Max používají stejný design jako M1, avšak s osmi nebo šesti vysoce-výkonnostními jádry „Firestorm“ a dvěma energeticky-efektivními jádraý „Icestorm“, které poskytují celkem deset jader nebo osm jader.
- Osm nebo šest vysoce-výkonnostních jader je rozděleno do dvou clusterů. Každý cluster sdílí 12 MB mezipaměti L2.
- Dvě energeticky-efektivní jádra sdílejí 4 MB mezipaměti L2.
- M1 Pro a M1 Max mají 24 MB a 48 MB sdílené mezipaměti.

#### M1 Ultra
M1 Ultra kombinuje dva čipy M1 Max v jednom – celkem 20 jader CPU a 96 MB sdílené mezipaměti.

### GPU
M1 má 8jádrový (u některých základních modelů 7jádrový) grafický procesor (GPU) od Applu. Každé jádro GPU je rozděleno do 16 jednotek, z nichž každá obsahuje 8 aritmeticko-logických jednotek (ALU). Celkově GPU M1 obsahuje až 128 jednotek nebo 1024 ALU, které podle Applu mohou spouštět až 24 576 vláken současně a mají maximální výkon 2,6 teraFLOPS.
M1 Pro obsahuje 16 nebo 14jádrový grafický procesor, zatímco M1 Max obsahuje 32 nebo 24jádrový. Grafický procesor M1 Max obsahuje 512 prováděcích jednotek neboli 4096 ALU, které mají maximální výkon s plovoucí řádovou čárkou 10,4 teraFLOPSu.
M1 Ultra je vybaven 48 nebo 64jádrovým GPU.

### Paměť
M1 používá 4 266 MT/s LPDDR4X SDRAM paměť, která slouží pro všechny součásti SoCu. SoC čipy i RAM paměť jsou namontovány společně. K dispozici je konfigurace jak s 8 tak i 16 GB RAM paměti.
M1 Pro má 256bitovou paměť LPDDR5 SDRAM a M1 Max má 512bitovou paměť LPDDR5 SDRAM. M1 Pro má šířku pásma 200 GB/s a M1 Max má šířku pásma 400 GB/s. M1 Pro se dodává v paměťových konfiguracích 16 a 32 GB a M1 Max v konfiguracích 32 a 64 GB.
M1 Ultra zdvojnásobuje specifikace M1 Max na 1024bitovou (1kB) paměťovou sběrnici s šířkou pásma 800 GB/s v konfiguraci s 64 nebo 128 GB operační paměti.

### Další funkce
SoC M1 také obsahuje neuronovou síť v 16jádrovém neuronovém enginu, který dokáže provést až 11 biliónů operací za sekundu. Mezi další komponenty patří obrazový procesor (ISP), NVMe, řadič Thunderbolt 4 a Secure Enclave. Mezi podporované kodeky patří H.264, H.265, VP9, AV1 a JPEG. M1 Pro a výše mají také podporu pro kodek Apple ProRes.

## Výkon aefektivita
Mac mini (2020) vybavený M1 spotřebovává 7 wattů při nečinnosti a 39 wattů při maximální zátěži ve srovnání s 20 watty při nečinnosti a 122 watty maximální zátěže u Macu mini (2018) s 6jádrovým Intelem i7. Energetická úspornost také zároveň zdvoj až ztrojnásobuje životnost baterie MacBooků s M1 oproti MacBookům s čipy od Intelu.
Při vydání v roce 2020, MacBook Air a MacBook Pro s M1 byly považovány za nejrychlejší MacBooky vyrobené společností Apple.

## Produkty

### M1
- MacBook Air (M1, 2020)
- Mac mini (M1, 2020)
- MacBook Pro 13palcový (M1, 2020)
- iMac 24palcový (M1, 2021)
- iPad Pro 11palcový (3. generace, 2021)
- iPad Pro 13palcový (5. generace, 2021)
- iPad Air (5. generace)

### M1 Pro
- MacBook Pro 14 a 16palcový (2021)

### M1 Max
- MacBook Pro 14 a 16palcový (2021)
- Mac Studio (2022)

### M1 Ultra
- Mac Studio (2022)

## Varianty
Tabulka znázorňuje varianty M1 SoCu, které používají jádra „Firestorm“ a „Icestorm“.
| Varianta | počet CPU jader | počet GPU jader | GPU EU | GPU ALU | Paměť (GB)  | Počet tranzistorů |
| -------- | --------------- | --------------- | ------ | ------- | ----------- | ----------------- |
| M1       | 8 (4 + 4)       | 7               | 112    | 896     | 8 nebo 16   | 16 miliard        |
| M1       | 8 (4 + 4)       | 8               | 128    | 1024    | 8 nebo 16   | 16 miliard        |
| M1 Pro   | 8 (6 + 2)       | 14              | 224    | 1792    | 16 nebo 32  | 34 miliard        |
| M1 Pro   | 10 (8 + 2)      | 14              | 224    | 1792    | 16 nebo 32  | 34 miliard        |
| M1 Pro   | 16              | 256             | 2048   |         | 16 nebo 32  | 34 miliard        |
| M1 Max   | 10 (8 + 2)      | 24              | 384    | 3072    | 32 nebo 64  | 57 miliard        |
| M1 Max   | 10 (8 + 2)      | 32              | 512    | 4096    | 32 nebo 64  | 57 miliard        |
| M1 Ultra | 20 (16 + 4)     | 48              | 768    | 6144    | 64 nebo 128 | 114 miliard       |
| M1 Ultra | 20 (16 + 4)     | 64              | 1024   | 8192    | 64 nebo 128 | 114 miliard       |

## Galerie
- M1 bez rozvaděče tepla
- M1 v porovnání s čipem A13
- M1 Pro
- M1 Max
- M1 Ultra